# Зейналов, Мурад Махмуд оглы
Мурад Махмуд оглы Зейналов (азерб. Murad Mahmud oğlu Zeynalov; 25 июня 1908, Зангезурский уезд — ?) — советский азербайджанский металлург, Герой Социалистического Труда (1958).

## Биография
Родился 25 июня 1908 года в селе Чайкенд Зангезурского уезда Елизаветпольской губернии (ныне село Дпрабак Гегаркуникской области Армении).
Участник Великой Отечественной войны.
Начал трудовую деятельность в 1929 году. С 1946 года строитель, с 1952 года сталевар мартеновского цеха Азербайджанского трубопрокатного завода, город Сумгаит.
Мурад Зейналов являлся одним из четверых сталеваров, давших первую плавку стали на заводе в 1953 году. 
В феврале 1954 года сталевар с бригадой провел рекордную для завода плавку, сталь была сварена бригадой на три часа раньше срока. А уже в августе этого же года Зейналов рапортовал о сотнях тонн высококачественной стали, выплавленной сверх плана коллективом рабочих, трудящихся на мартеновской печи № 1.
Указом Президиума Верховного Совета СССР от 19 июля 1958 года за выдающиеся успехи, достигнутые в деле развития чёрной металлургии Зейналову Мураду Махмуд оглы присвоено звание Героя Социалистического Труда с вручением ордена Ленина и золотой медали «Серп и Молот».
Активно участвовал в общественной жизни Азербайджана. Член КПСС с 1944 года.
C 1966 года пенсионер союзного значения. Дата и место смерти неизвестны.